# SF의 골든에이지
SF의 골든에이지(Golden Age of Science Fiction)는 1938년-1946년에 해당한다. 골든에이지 SF는 상당수가 미국 작품이었다. SF 장르를 확립시킨 근본 작품들이 다수 등장한 시기다. 1920-30년대의 펄프에라(pulp era) 다음 시대이고, 1960-70년대 뉴웨이브의 이전 시대다. 이 도식에서 1950년대는 과도기에 해당한다. 뉴웨이브가 기존의 SF에 대한 재해석의 시대였다면, 골든에이지는 그 재해석의 대상이 된 정석들이 확립된 시대에 해당한다.
골든에이지의 SF는 흔히 캠벨류 SF(Campbellian Science Fiction)라고도 하는데, 이 시대를 대표하는 편집자 존 우드 캠벨의 이름을 따서 이렇게 부른다. SF·판타지 작가이자 SF문학사가 애덤 찰스 로버츠의 규정에 따르면, 골든에이지 SF는 하드 SF, 선형적 서사, 영웅이 문제를 해결하는 스페이스 오페라 또는 테크노어드벤처 모험담 같은 요소로 특징지어진다.
골든에이지 SF는 제2차 세계대전 및 그 직후의 냉전 전반전에 청소년기를 보낸 사람들의 정신에 지대한 영향을 미친 문화 트렌드였다. 골든에이지가 시작된 1939년은 제1회 세계SF대회 개막과도 시기를 같이했다. 이 시기에 많은 팬들이 발생하면서 SF 업계는 사회적 힘을 얻게 되었다.

## 역사
골든에이지를 창출하는 데 지대한 영향을 미친 사람은 누구보다도 당대의 저명한 편집자 존 우드 캠벨이었다. 아이작 아시모프는 1940년대의 캠벨은 많은 사람들에게 SF의 전부로 보일 정도로 업계를 지배했다고 회고했다. 캠벨이 편집권을 쥔 『어스타운딩 사이언스 픽션』은 그 이전의 건즈백류 “슈퍼 사이언스” 시대에 비해 보다 사실주의적이고 등장인물의 심리적 깊이를 갖는 방향으로 장르를 발전시켰다. 말하자면 작품의 초점이 기즈모 자체로부터 기즈모를 사용하는 인물로 이동한 것이다.
총의에 따르면 골든에이지는 1938-39년경 시작되었는데, 또다른 펄프 장르인 탐정물의 골든에이지보다 살짝 늦다. 『어스타운딩 사이언스 픽션』 1939년 7월호가 골든에이지의 개막 신호탄으로 언급되기도 한다. 이 호에는 앨프리드 엘튼 밴 보우트의 「검은 파괴자」와 아시모프의 단편 「트렌즈」가 수록되었다. 후대의 SF 작가 존 C. 라이트는 밴보트의 「검은 파괴자」를 가리켜 “여기서 모든 것이 시작되었다”고 평했다. 동년 8월호에는 로버트 하인라인의 「생명선」이 수록되었다.
오늘날까지 지속되는 가장 수명이 긴 SF 전의(tropes)는 대부분이 이 골든에이지 작품들에서 확립되었다. 스페이스 오페라는 에드워드 엘머 스미스의 작품들에서 정석이 확립되었고, 로봇물은 아시모프의 1941년 단편 「술래잡기 로봇」에서 로봇 3원칙을 제시했다. 같은 시기에 아시모프의 『파운데이션』, 스미스의 『렌즈맨』 같은 장르를 대표하는 대하소설들이 집필되었다. 골든에이지 SF의 또다른 주요한 특징은 과학의 성취와 그 경이로움에 대한 찬양조다. 예로 아시모프의 1941년 단편 「전설의 밤」은 한 행성의 문명이 우주의 광대함을 하룻밤새 알아차리고 뒤집어지는 모습을 묘사하고 있다. 하인라인이 「꼭두각시」, 「더블 스타」, 「스타십 트루퍼스」에서 피력한 리버테리안 이데올로기도 많은 골든에이지 SF가 공유했다.
또한 SF에 종교적, 영성적 테마가 재등장한 것도 골든에이지 시절이다. 이런 경향을 보여주는 대표적인 작품으로는 레이 브레드버리의 『화성 연대기』(1950년), 아서 클라크의 『유년기의 끝』(1953년), 제임스 블리시의 『양심의 문제』(1958년), 월터 마이클 밀러 주니어의 『레이보위츠를 위한 영창』(1959년)이 있다. 이와 함께 1950년대에는 “초능력 붐(psi-boom)”이 있었다. 골든에이지 직전 펄프에라를 지배한 건즈백은 “사이언티픽션(scientifiction)”을 비전으로 삼아 이런 비과학적 경향을 일소하려 했으나, 골든에이지의 캠벨은 다양한 초상현상에 가치를 부여하고 이야기의 요소로 차용하였다. 이런 점에서 골든에이지는 펄프에라보다 그 이전의 프로토SF(proto-science fiction)에 가까워진 측면이 있다.
1945년의 원자폭격으로 SF는 마니아 뿐 아니라 일반 대중에게 존중받는 장르가 되었다. 1950년 전후로 주류 출판사들이 SF 시장에 진출한 것은 마치 제2차 세계대전 중의 범죄소설 시장 진출에 비견되는 것이었다. SF 작가들은 이제 더이상 펄프잡지에 의존하지 않아도 되었다. 그러나 골든에이지의 대표주자인 아시모프는 이러한 현상에 대하여 양가적이었다. 아시모프의 회고에 따르면 “1945년 이전의 SF는 거칠고 자유분방했다. SF의 모티프와 플롯은 판타지의 영역에 머물러 있었고, 우리는 하고 싶은 대로 할 수 있었다. 1945년 이후로는 AEC에 대해 이야기하고, 우리 생각의 무한한 범위를 현실로 이루어진 작은 부분까지 형성해야 할 필요성이 커져갔다.” 이것은 아시모프의 표현으로 “새로운 현실이 SF 작가를 땅바닥에 못박은 것”이었다.
1950년대 중후반 들어 SF 시장은 몇 가지 요인으로 인한 변혁을 맞았다. 가장 중요한 것은 펄프 시장의 급속한 위축이었다. 『판타스틱 어드벤처스』와 『페이머스 판타스틱 미스터리스』가 1953년, 『플래닛 스토리스』, 『스타틀링 스토리스』, 『스릴링 원더 스토리스』, 『비욘드』가 1955년, 『아더 월즈』와 『계간 사이언스 픽션』이 1957년에, 『이매지네이션』, 『이매지네이티스 테일스』, 『인피니티』가 1958년에 정간했다. 또한 1957년 10월 소련에서 스푸트니크 1호를 쏘아올리고 우주경쟁이 시작되면서 현실세계와 SF 소설 속 환상세계의 간극이 순식간에 좁아졌다. 아시모프는 과학대중서 논픽션 작가로 옮겨갔고, 하인라인은 리버테리안 이데올로기에 집착하며 교조적으로 변해갔다.
1960년대에 접어들자 브라이언 올디스, J. G. 밸러드와 같은 영국 신진 작가들이 뉴웨이브 SF라는 조류를 개척하면서 다른 작가들에게 새로운 방향을 제시했다. 또한 주디스 메릴, 조안나 루스 같은 여성 SF 작가들이 등장했다. 골든에이지를 대표하는 잡지였던 『어스타운딩 스토리스』는 1960년 『아날로그 사이언스 픽션 앤드 팩트』로 제호를 변경했다. 존 프레더릭 클루트는 『SF 백과사전』에서 프랭크 허버트의 『듄 제1부』(1965년)가 “골든에이지류 SF의 정점이자 종결”이었다고 평가했다. “그 이후로는 어떤 SF 소설도 자신이 그리는 세계에 대하여 예전같은 확신이 없었”기 때문이다.

## 주요 저자
초기 (1938년–1946년)
- 아이작 아시모프 (1920년생–1992년몰)
- 앨프리드 베스터 (1913년생–1987년몰)
- 제임스 블리시 (1921년생–1975년몰)
- 넬슨 슬레이드 본드 (1908년생–2006년몰)
- 리 더글러스 브래킷 (1915년생–1978년몰)
- 레이 브래드버리 (1920년생–2012년몰)
- 프레드릭 브라운 (1906년생–1972년몰)
- 아서 버트럼 챈들러 (1912년생–1984년몰)
- 존 크리스토퍼 (1922년생–2012년몰)
- 할 클레먼트 (1922년생–2003년몰)
- L. 스프라그 드 캠프 (1907년생–2000년몰)
- 레스터 델 레이 (1915년생–1992년몰)
- 에드먼드 해밀턴 (1904년생-1977년몰)
- 로버트 앤슨 하인라인 (1907년생–1988년몰)
- 라파예트 로널드 허버드 (1911년생–1986년몰)
- 헨리 커트너 (1915년생–1958년몰)
- 프리츠 라이버 (1910년생–1992년몰)
- 머리 라인스터 (1896년생–1975년몰)
- 캐서린 루실 무어 (1911년생–1987년몰)
- 프레더릭 폴 (1919년생–2013년몰)
- 로스 록클린 (1913년생–1988년몰)
- 에릭 프랭크 러셀 (1905년생–1978년몰)
- 마거릿 세인트클레어 (1911년생–1995년몰)
- 클리포드 도널드 시막 (1904년생–1988년몰)
- 에드워드 엘머 스미스 (1890년생–1965년몰)
- 시어도어 스터전 (1918년생–1985년몰)
- 윌리엄 텐 (1920년생–2010년몰)
- 앨프리드 엘튼 밴 보우트 (1912년생–2000년몰)
- 잭 밴스 (1916년생–2013년몰)
- 잭 윌리엄슨 (1908년생–2006년몰)
- 존 윈덤 (1903년생–1969년몰)

만기 (1947년–1959년)
- 폴 앤더슨 (1926년생–2001년몰)
- 아서 찰스 클라크 (1917년생–2008년몰)
- 필립 킨드레드 딕 (1928년생–1982년몰)
- 제임스 에드윈 건 (1923년생–2020년몰)
- 해리 해리슨 (1925년생–2012년몰)
- 키릴 M. 콘블루스 (1923년생–1958년몰)
- 캐서린 맥클레인 (1925년생–2019년몰)
- 월터 마이클 밀러 주니어 (1923년생–1996년몰)
- 채드 올리버 (1928년생–1993년몰)
- 헨리 빔 파이퍼 (1904년생–1964년몰)
- 로버트 실버버그 (1935년생–)

## 골든에이지 규정에 대한 이견
로버트 실버버그는 2010년 에세이에서 SF의 진정한 골든에이지는 1950년대이며, 기존에 골든에이지로 규정된 1940년대는 “먼동의 미광”이었다고 주장했다. 실버버그는 1950년대 이전까지 SF 단행본 시장은 사실상 아예 존재하지 않았으며, 1950년대에는 캠벨류 SF의 성취를 양적 질적으로 모두 능가하는 장·단편이 화려하게 쏟아져나왔다고 말했다. 즉 실버버그는 사이먼 & 슈스터, 더블데이 같은 주류 출판사들이 SF 시장에 진출하여 아캄 하우스, 노움 프레스 같은 환상문학 전문 출판사를 밀어낸 것이야말로 SF가 황금기에 접어든 현상이었다고 규정하는 것이다.
예컨대 영국 소설가이자 비평가 킹즐리 에이미스가 편집한 선집 The Golden Age of Science Fiction(1981년)에 보면 수록작의 3분의 2가 1950년대 작품이고 나머지는 1960년대 초엽 작품이다. 이런 것도 실버버그의 의견을 뒷받침하는 근거가 될 수 있다.